# Максимовка (Калмыкия)
Максимовка — посёлок-эксклав Элистинского городского округа Калмыкии.
Население — 89 человек (2010).

## История

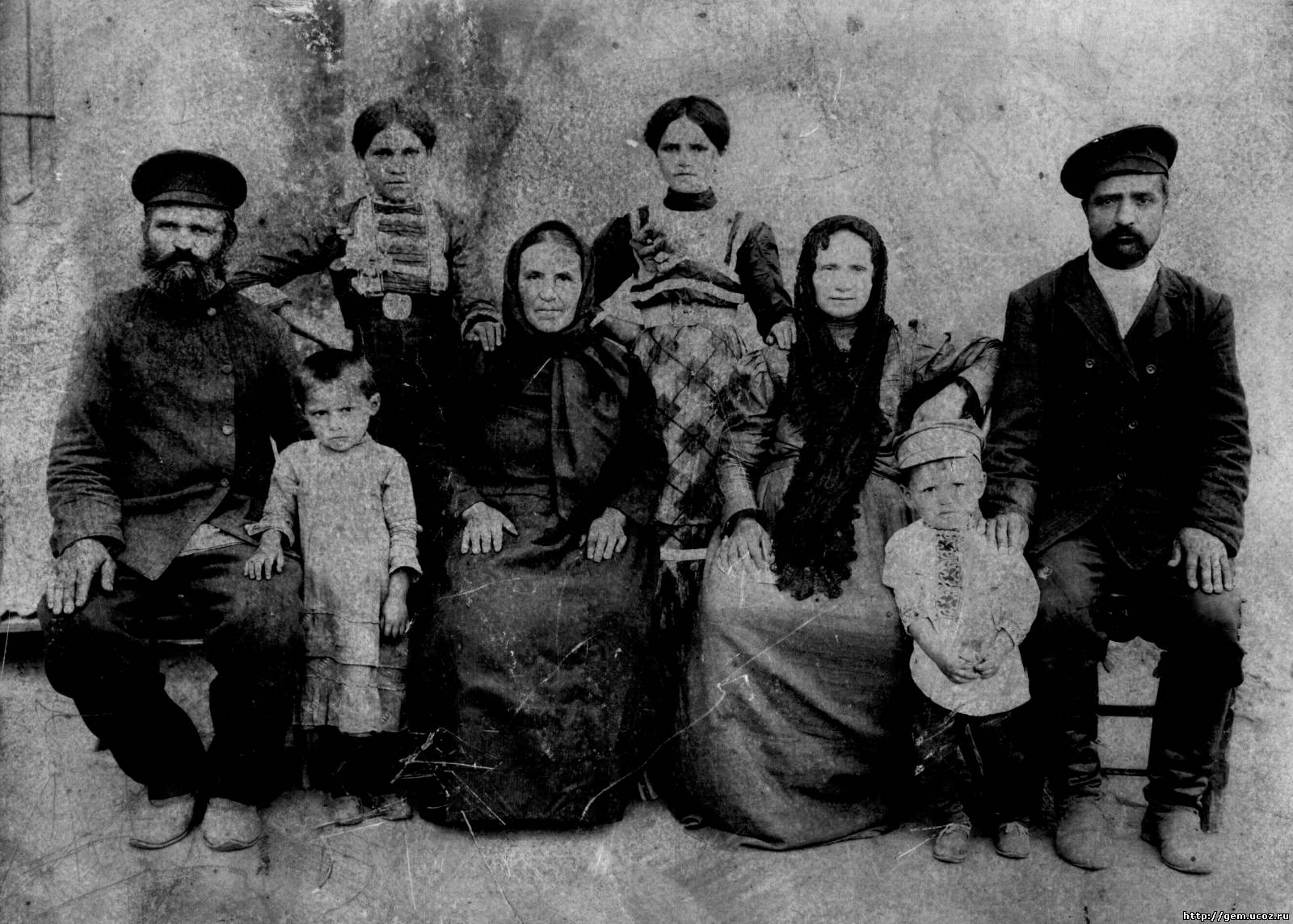
Фото 1914 года. Сидят слева направо: Максим Никифорович Емельяненко, супруга — Василиса Андриановна Емельяненко (Кабакова), невестка — Александра Леонтьевна Емельяненко (Репкина), сын — Андрей Максимович Емельяненко.

Дата основания 1903 год. Первоначальное название поселения Ар-Хара (Верхняя Чёрная). Житель села Керюльта (ныне село Вознесеновка) Максим Никифорович Емельяненко имел в этом урочище выселки или личный хутор, которым позже владел его сын: Андрей Максимович Емельяненко. Что подтверждается хранящимся в Калмыцком национальном архиве Калмыкии (НАРК) Актом от 1923 г. декабря 12 дня, составленным председателем Вознесеновского сельсовета Алексеем Ивасенко в том, что на Калмыцкой земле урочище верхняя «Ар Хара» (Хара) Оргакинского аймака Маныческого Улуса, Автономной области калмыцкого народа имеется хутор, гражданина села Вознесеновского Андрея Максимовича Емельяненко, последним занят хутор в 1903 году по словесному разрешению аймачной власти и безпечатно. Где им возведены жилые и нежилые помещения, разработана плантация площадью 9½ десятины, посажен сад фруктовый в 2000 корней от которых получаются плоды, произведен посев хлеба в количестве 4-х десятин. Акт подписали владелец хутора: Андрей Емельяненко, Председатель: Алексей Ивасенко, и граждане: И. В. Гайворонский, М. Бакумцев, Ф. М. Каземиров.
Под этим названием посёлок отражён на картах 1946, 1947 и 1950 годов. На карте 1938 года посёлок впервые обозначен как Максимовский. На карте 1984 года посёлок — как Максимовка.

## Физико-географическая характеристика
Посёлок расположен на севере южного (чересполосного) участка городского округа город Элиста в пределах Ергенинской возвышенности, являющейся частью Восточно-Европейской равнины, в балке Ар-Хара. Средняя высота над уровнем моря — 164 м. Рельеф местности равнинный. Посёлок на юго-западном склоне одного из хамуров Ергенинской возвышенности, пределах посёлка имеются выходы на поверхность подземных вод. К югу от посёлка расположены защитные лесонасаждения.
По автомобильной дороге расстояние до столицы Калмыкии города Элиста (центра города) составляет 19 км. Ближайший населённый пункт посёлок Лола расположен в 5,4 км к югу от Максимовки. К посёлку имеется подъезд от региональной автодороги Элиста — Арзгир — Минеральные Воды (0,7 км).
Согласно классификации климатов Кёппена-Гейгера посёлок находится в зоне континентального климата с относительно холодной зимой и жарким летом (индекс Dfa). В окрестностях посёлка распространены светлокаштановые почвы различного гранулометрического состава в комплексе с солонцами.
В посёлке, как и на всей территории Калмыкии, действует московское время.

## Население
| 2002 | 2010 |
| ---- | ---- |
| 100  | ↘89  |

Национальный состав
Согласно результатам переписи 2002 года большинство населения посёлка составляли чеченцы (40 %) и русские (28 %)

## Социальная инфраструктура
Социальная инфраструктура не развита. Учреждения культуры (дом культуры, библиотека) и образования (школа, детский сад) отсутствуют. Медицинское обслуживание жителей посёлка обеспечивает городская поликлиника Элисты. Ближайшее отделение скорой медицинской помощи расположено в Элисте.
Посёлок электрифицирован и газифицирован (в 2012 году), однако системы централизованного водоснабжения и водоотведения отсутствуют.